# Chikushino
Chikushino (japanska: 筑紫野市?, Chikushino-shi) är en stad i Fukuoka prefektur i Japan. Staden fick stadsrättigheter 1972.